# ジャーナリスト保護委員会
ジャーナリスト保護委員会（ジャーナリストほごいいんかい）（Committee to Protect Journalists,CPJ ）とは、ジャーナリストの権利を守り、世界各国の言論弾圧を監視する目的で創設・運営されている非営利団体である。1981年に設立され、本部をアメリカ合衆国ニューヨークに持つ。

## 歴史
コソボ紛争では、NATOと交渉した。
東京の歌舞伎町で組織犯罪を取材していた日本のフリージャーナリストで染谷悟は、ジャーナリスト保護委員会によって、ジャーナリズムのために日本で殺害されたと確認された。
2007年、ミャンマーにおいて取材していたジャーナリスト長井健司がミャンマー軍に至近距離から銃撃されたことを受け、ミャンマー軍事政権による取材の妨害を強く非難する声明を出した。